# Еолска харфа
Еолска харфа, жичани музички инструмент који је добио име по грчком богу ветрова Еолу. Састоји се од уске, дрвене правоугаоне резонантне кутије унутар које је напет низ једнаких цревних жица различите дебљине. Број им је неодређен. 
Инструмент се се ставља на отворено место изложено струјању ваздуха, па жице под налетима ветра трепере и како су различите дебљине и напетости производе низ различитих звукова. Овакав инструмент познавали су стари Кинези и Индуси, а крајем средњег века појавио се и у Европи. Крајем XVII века направљена је еолска харфа новијег доба, да би у XIX веку постала популарна, па и опевана у лирици Гетеа и Морикеа. Прву нама познату еолску харфу направио је Атанасијус Кирхер.